# 科赫塞斯德尔蒙特
科赫塞斯德尔蒙特，是西班牙卡斯蒂利亚-莱昂巴利亚多利德省的一个市镇。总面积74平方公里，总人口893人（2001年），人口密度12人/平方公里。